# Маргарета Саксонска (1469 – 1528)
Вижте пояснителната страница за други личности с името Маргарета Саксонска.
Маргарета Саксонска (на немски: Margarete von Sachsen, * 4 август 1469 в Майсен, † 7 декември 1528 във Ваймар) е саксонска принцеса от ернестинската линия на Дом Ветин и чрез женитба херцогиня на Брауншвайг-Люнебург.
Маргарета е дъщеря на курфюрст Ернст от Саксония (1441−1486) и Елизабет (1443 – 1484), дъщеря на херцог Албрехт III от Бавария-Мюнхен. Нейната сестра е датската кралица Кристина.
Маргарета се омъжва на 27 февруари 1487 г. в Целе за херцог Хайнрих I от Брауншвайг-Люнебург (1468 – 1532). Хайнрих бил изпратен в саксонския двор още като 12-годишен. Още от 1469 г. започнали преговорите за брак.
Маргарета е погребана в градската църква Св. Петър и Павел във Ваймар.

## Деца
- Анна (* 1492; † млада)
- Елизабет (1494 – 1572)

∞ 1518 Карл фон Егмонт, херцог на Гелдерн (1467 – 1538)
- Ото I (1495 – 1549), херцог на Брауншвайг-Харбург

∞ 1525 Мета фон Кампе († 1580)
- Ернст I (1497 – 1546), херцог на Брауншвайг-Люнебург

∞ 1528 принцеса София фон Мекленбург-Шверин (1508 – 1541)
- Аполония (1499 – 1571), монахиня
- Анна (1502 – 1568)

∞ 1525 херцог Барним IX от Померания (1501 – 1573)
- Франц (1508 – 1549), херцог на Брауншвайг-Гифхорн

∞ 1547 принцеса Клара фон Саксония-Лауенбург (1518 – 1576)